# Oritoniscus henrici
Oritoniscus henrici es una especie de crustáceo isópodo terrestre de la familia Trichoniscidae.

## Distribución geográfica
Son endémicos del noreste de la España peninsular.